# Nueva Zelanda en los Juegos Olímpicos de Calgary 1988
Nueva Zelanda estuvo representada en los Juegos Olímpicos de Calgary 1988 por un total de 9 deportistas que compitieron en 3 deportes.  
El portador de la bandera en la ceremonia de apertura fue el esquiador alpino Simon Lyle Wi Rutene. El equipo olímpico neozelandés no obtuvo ninguna medalla en estos Juegos.